# Командующий воздушно-десантными войсками
Командующий воздушно-десантными войсками — военная должность в России для управления воздушно-десантными войсками на территории страны и за её пределами. Нынешний командующий — генерал-полковник Теплинский Михаил Юрьевич.

## История
Первым командующим ВДВ СССР стал генерал-лейтенант Василий Глазунов с сентября 1941 года до июня 1943 года.
Однако, неофициальный отсчёт командования ВДВ начинается с генерала-полковника Василия Глаголева, после восстановления должности и формирования, вывода десанта из состава Военно-Воздушных Сил.
Расцветом советских ВДВ считается период командования Василия Маргелова. Благодаря его руководству, «голубые береты» стали элитным подразделением. С тех же пор аббревиатура «ВДВ» получила неформальную расшифровку — войска дяди Васи.
Одним из командующих ВДВ двух стран был генерал-полковник Евгений Подколзин. Он принял командование воздушно десантными войсками СССР 31 августа 1991 года. После распада СССР он продолжил командование уже ВДВ России.

## Список командующих
В этом списке перечислены все командующие Воздушно-десантными войсками СССР и Российской Федерации.

### Вооружённые Силы СССР
- генерал-лейтенант Глазунов, Василий Афанасьевич (сентябрь 1941 — июнь 1943)
- генерал-майор Капитохин, Александр Григорьевич (июнь 1943 — август 1944)
- генерал-лейтенант Затевахин, Иван Иванович (август 1944 — январь 1946; с августа 1944 по 18 декабря 1944 — командующий отдельной гвардейской воздушно-десантной армией[1], с 18 декабря 1944 — начальник управления Воздушно-десантных войск ВВС КА[2])
- генерал-полковник Глаголев, Василий Васильевич (10 июня 1946 — 21 сентября 1947[3])
- генерал-лейтенант Казанкин, Александр Фёдорович (октябрь 1947 — декабрь 1948; январь — март 1950)
- генерал-полковник авиации Руденко, Сергей Игнатьевич (декабрь 1948 — сентябрь 1949)
- генерал-полковник Горбатов, Александр Васильевич (1950—1954)
- генерал армии Маргелов, Василий Филиппович (1954—1959; июль 1961 — январь 1979. В марте 1959 был понижен до 1-го заместителя командующего ВДВ, а с июля 1961 по январь 1979 — вновь командующий ВДВ)
- генерал-полковник Тутаринов, Иван Васильевич (март 1959 — июль 1961)
- генерал-полковник, с 16 декабря 1982 года генерал армии Сухоруков, Дмитрий Семёнович (январь 1979 — июль 1987)
- генерал-полковник Калинин, Николай Васильевич (август 1987 — январь 1989)
- генерал-полковник Ачалов, Владислав Алексеевич (январь 1989 — декабрь 1990)
- генерал-майор, с 6 февраля 1991 генерал-лейтенант, с 23 августа 1991 генерал-полковник Грачёв, Павел Сергеевич (январь — август 1991)
- генерал-полковник Подколзин, Евгений Николаевич (31 августа 1991 — май 1992)

### Вооружённые силы РФ
- генерал-полковник Подколзин, Евгений Николаевич (май 1992 — декабрь 1996)
- генерал-полковник Шпак, Георгий Иванович (декабрь 1996 — сентябрь 2003)
- генерал-полковник Колмаков, Александр Петрович (сентябрь 2003 — сентябрь 2007)
- генерал-лейтенант Евтухович, Валерий Евгеньевич (19 ноября 2007 — 6 мая 2009)
- генерал-полковник Шаманов, Владимир Анатольевич (24 мая 2009 — 4 октября 2016)
- генерал-полковник Сердюков, Андрей Николаевич (4 октября 2016 — 16 июня 2022)
- генерал-полковник Теплинский, Михаил Юрьевич (с 16 июня 2022)